# Association des statisticiennes et statisticiens du Québec
Notes
Sigle: ASSQ
L'Association des statisticiennes et statisticiens du Québec (ASSQ) est un regroupement de statisticiens établi dans la province de Québec, au Canada. Elle a obtenu ses Lettres patentes du Gouvernement du Québec le 12 mai 1995. Son siège social est situé à Québec. 
L'ASSQ a pour mission de promouvoir la statistique et son utilisation. En outre, elle défend et fait valoir les intérêts et opinions professionnelles des statisticiens et statisticiennes œuvrant au Québec. L'association compte 6 membres institutionnels et environ 150 membres provenant de la fonction publique, du monde de l'éducation et du secteur privé ; les membres statisticiens peuvent utiliser les initiales honorifiques STAT ASSQ. 
L'ASSQ possède un site Web (http://www.association-assq.qc.ca/) et publie un magazine d'information appelé Convergence. L'association organise en outre diverses activités à caractère scientifique ou professionnel, notamment un congrès annuel (généralement tenu en juin) et un tournoi de golf (qui a souvent lieu en septembre).

## Membres institutionnels
- Institut de la statistique du Québec
- Les Services Conseil Hardy
- SOM, Recherches & Sondages (Québec)
- Statistique Canada
- Techno5 (Montréal)
- Université Laval

## Présidents de l'ASSQ
Le président de l'ASSQ est le principal dirigeant et porte-parole de l'association. Il est élu par l'ensemble des membres et préside le Conseil d'administration, composé de sept membres (président, vice-président, secrétaire, trésorier, registraire, directeur des communications et représentant étudiant).
La liste des présidents de l'ASSQ est donnée ci-dessous (l'affiliation mentionnée entre parenthèses est celle qui prévalait au moment de l'entrée en fonction).    
- 1995-1997: Mario Montégiani (Ministère de la Sécurité publique)
- 1998-1998: Sylvain Végiard (Ministère des Ressources naturelles du Québec)
- 1999-2000: Marc Duchesne (Viasystems)
- 2001-2002: Pierre Lavallée (Statistique Canada)
- 2003-2004: Sylvain Végiard (Institut de la statistique du Québec)
- 2005-2008: Christian Genest (Université Laval)
- 2009-2010: Martin Rioux (Geyser Statistique)
- 2011-2014: Nathalie Madore (Régie des rentes du Québec)
- 2015: Véronique Tremblay (Desjardins Assurances Générales)
- 2016: Jean-Roch Leclerc (Sigmu Management)
- 2016: Bouchra Nasri (INRS-ETE), par intérim
- 2017-: Louis-Paul Rivest (Université Laval)

## Publication
L'ASSQ publie un magazine d'information appelé Convergence depuis 1996. Les 16 premiers volumes ont été imprimés et distribués par la poste ; le magazine est ensuite devenu exclusivement électronique. Toute la collection est disponible en format PDF sur le site de l'association (http://www.association-assq.qc.ca/autre-convergence/). Les numéros les plus récents sont mis à la disposition du grand public quelques mois après leur diffusion auprès des membres de l'association.
La liste des rédacteurs en chef successifs du magazine Convergence est donnée ci-dessous ; dans chaque cas, l'affiliation mentionnée entre parenthèses est celle qui prévalait en début de mandat.
- 1996: Julie Trépanier (Statistique Canada)
- 1997-1998: Marc Duchesne (Circo-Craft)
- 1999-2002: Daniel Hurtubise (Statistique Canada)
- 2003-2004: Myrto Mondor (Centre de recherche de l'Hôpital du Saint-Sacrement, Québec)
- 2005-2006: Mireille Guay (Santé Canada)
- 2007-2011: Jean-François Quessy (Université du Québec à Trois-Rivières)
- 2012-2017 : Denis Talbot (Université Laval)
- 2017- : Bouchra Nasri (HEC Montréal) et Bruno Rémillard (HEC Montréal)
- 2018- : Pierre Lavallée

## Membres d'honneur
Les membres d'honneur de l'ASSQ sont des personnes qui ont contribué de manière exceptionnelle à l'essor des sciences statistiques au Québec ou dont l'action a eu une influence importante sur le développement de l'association. Une liste à jour des membres d'honneur de l'ASSQ est donnée ci-dessous ; l'année de nomination et l'affiliation qui prévalait à l'époque sont précisées entre parenthèses.
- Bernard Colin (Université de Sherbrooke, 2015)
- Christian Desbiens (Institut de la statistique du Québec, 2015)
- Marc Duchesne (Desjardins, 2015)
- Isabelle Gagnon (Société de transport de Montréal, 2015)
- Christian Genest (Université McGill, 2012)
- Pierre Lavallée (Statistique Canada, 2015)
- Ernest Monga (Université de Sherbrooke, 2015)
- Mario Montégiani (Société de l'assurance automobile du Québec, 2015)
- Louis-Paul Rivest (Université Laval, 2011)
- Natalie Rodrigue (Creascience Inc., 2015)
- Gilles Therrien (SOM, Recherches & Sondages, 2015)
- Julie Trépanier (Statistique Canada, 2015)